# Brunfelsia pauciflora

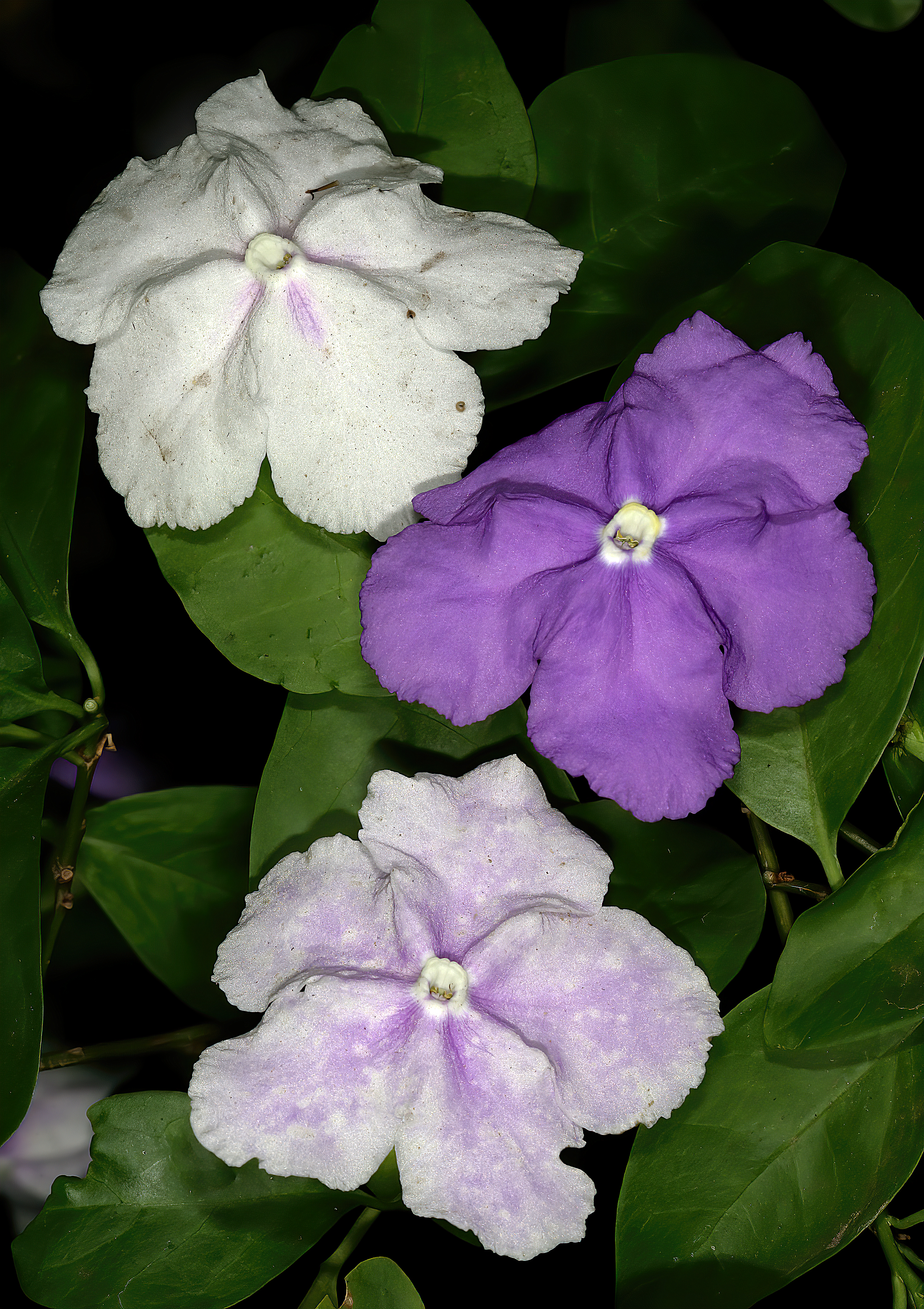
Blüten in versch. Stadien, alte Blüte ist weiß, junge Blüte dunkel-violett, untere, am verblassende Blüte im mittleren Stadium

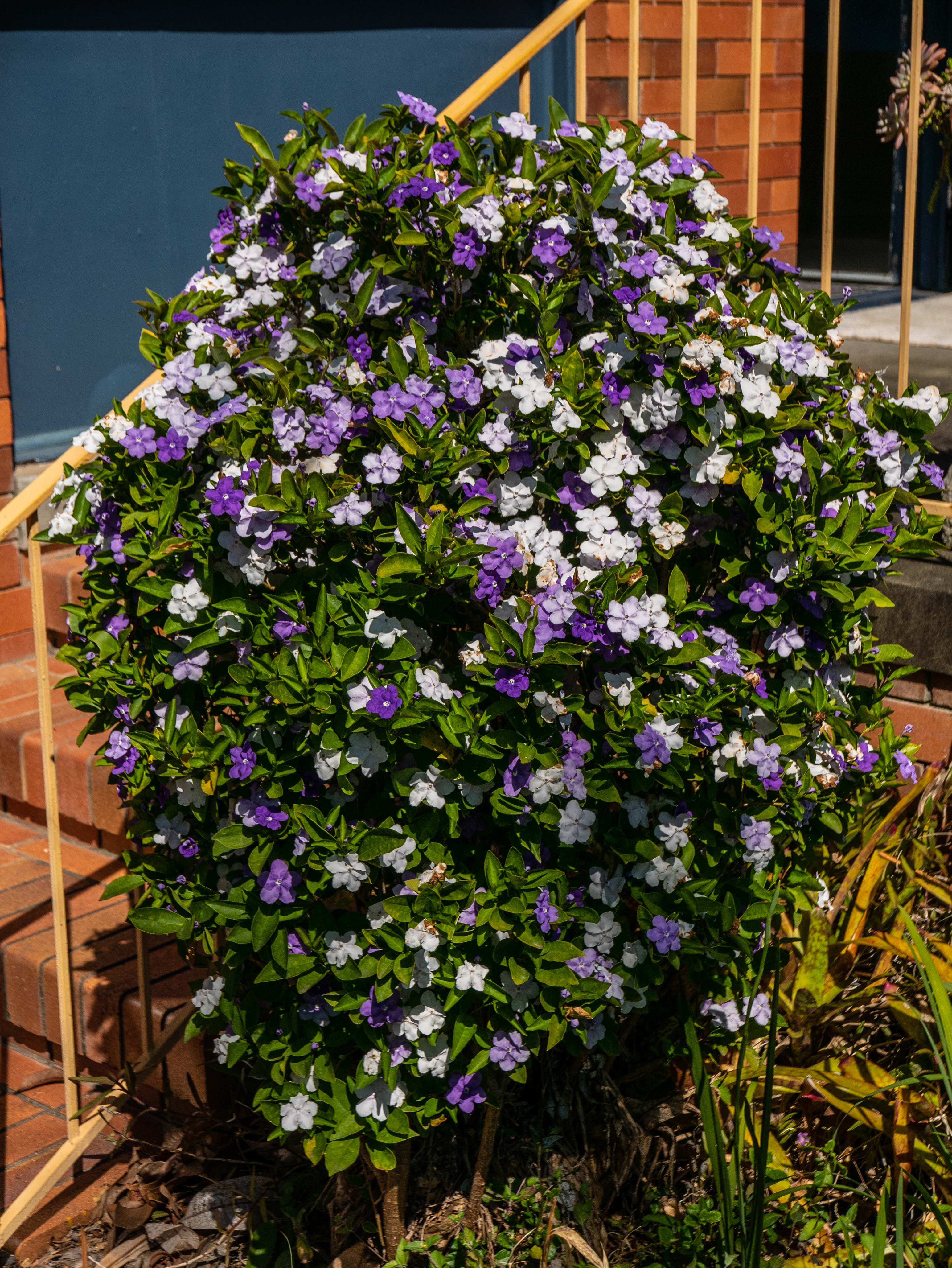
Brunfelsia pauciflora als Strauch

Brunfelsia pauciflora ist eine Art aus der Sektion Franciscea der Gattung Brunfelsia. Die Sträucher haben die größten Blüten innerhalb der Gattung und werden deswegen seit langer Zeit als Zierpflanze genutzt. Ursprünglich kommen sie in der Nähe der Atlantikküste im Südosten Brasiliens vor.

## Beschreibung

### Vegetative Merkmale
Brunfelsia pauciflora ist ein 1 bis 3 m (selten bis 5 m) hoher Strauch, dessen Rinde graubraun und meistens glatt ist und nur gelegentlich von Rissen in Längsrichtung unterbrochen wird. Die spärlich vorhandenen Äste stehen aufrecht bis abgespreizt. Die dunkelgrünen, glatten Zweige sind kräftig und unbehaart, selten mit flaumhaarigen oder drüsigen Trichomen besetzt. 
Die Laubblätter stehen an den Zweigenden verstreut oder büschelig. Die unbehaarten oder flaumhaarig besetzten Blattstiele haben eine Länge von 5 bis 12 mm. Die fest häutig bis beinahe ledrige, ganzrandige Blattspreite ist 6,5 bis 16 cm lang und 2 bis 6,5 cm breit, elliptisch bis verkehrt-eiförmig, seltener eiförmig. Die Spitze ist zugespitzt bis spitz, nur selten stumpf bis eingebuchtet. Die Basis der Blattspreite ist keilförmig bis spitz. Die Blattfläche ist unbehaart oder vor allem auf der Unterseite an der Mittelrippe gepunktet oder leicht drüsig behaart. Die Oberseite ist dunkelgrün, matt bis glänzend, die Unterseite ist hellgrün. Von der Mittelrippe gehen fünf bis elf Seitenadern ab, die gerade oder in einem breiten Bogen verlaufen.

### Blütenstände und Blüten
Brunfelsia pauciflora blühen zwischen September und Dezember. Die Blütenstände stehen endständig und bestehen aus einer bis elf Blüten. Jede Blüte wird von einem bis drei abfallenden Tragblättern gestützt, diese sind 1 bis 8 mm lang, konkav und spitz. Sie können unbehaart oder drüsig bewimpert sein.
Die nicht duftenden Blüten stehen an 11 bis 25 (selten bis 35) mm langen, kräftigen Blütenstielen, die aufrecht stehen, zur Spitze hin etwas breiter werden, unbehaart oder leicht drüsig behaart sind. Mit der Fruchtreife werden die Stiele dicker und korkig-warzig. Der hell bis dunkelgrün gefärbte Kelch ist 18 bis 32 mm lang und hat einen Durchmesser von 6 bis 10 mm. Er ist röhrenförmig oder seltener röhrig-glockenförmig oder aufgeblasen, mit drüsigen Trichomen besetzt oder komplett unbehaart, fest häutig bis beinahe lederig. Die aufrechten, spitzen Kelchzähne sind 3 bis 8 mm lang und eiförmig. An der Frucht ist der Kelch glocken-urnenförmig, wird fester und dick lederartig, vergrößert sich etwas und umschließt die Frucht vollständig.
Die stieltellerförmige Krone besteht auf fünf verwachsenen Kronblättern, sie ist zunächst tief rot-violett und verblasst über die Blühphase zu einer sehr hellen Lavendelfarbe oder zu weiß. Am Übergang zwischen Kronröhre und Kronsaum treten weiße Punkte auf, der Rand der Krone ist gelegentlich violett gefärbt. Die schmale Kronröhre ist 28 bis 36 mm lang und hat einen Durchmesser von 1,5 bis 3 mm, ist genauso lang bis doppelt so lang wie der Kelch. Am Ende der Kronröhre bildet sich ein elliptischer, weißer Ring, der 4 bis 5 mm lang ist. Die ausladenden Kronlappen haben eine Länge von 15 bis 30 mm, sind verkehrt-eiförmig bis elliptisch, die Spitze ist abgerundet, seitlich überlappen sie sich mehr oder weniger. 
Die vier didynamischen und knapp eingeschlossenen Staubblätter setzen im oberen Teil der Kronröhre an, die weißen Staubfäden sind fast drehrund, in Richtung der Staubbeutel etwas rinnenförmig. Das obenliegende Paar besitzt 4 bis 6 mm lange Staubfäden, die unteren Staubfäden sind 2 bis 4 mm lang. Die grünlich-braunen Staubbeutel sind 1,5 bis 2 mm lang und kreis- bis nierenförmig geformt.
Der oberständige, hellgrüne Fruchtknoten ist 2 bis 3 mm hoch und hat einen Durchmesser von 1,5 mm, er ist konisch. Der fadenförmige Griffel hat eine Länge von 25 bis 30 mm und ist lavendelfarbig. Die Narbe ist zweilappig, weiß, 1 mm lang, die Lappen sind leicht unterschiedlich. Es ist ein Diskus vorhanden.

### Früchte und Samen
Die zwischen Januar und März reifende, vom Kelch eingeschlossene Kapsel ist 20 bis 22 mm lang, hat einen Durchmesser von 15 bis 18 mm und ist fast kugel- bis eiförmig. Die Oberfläche ist glatt und hellgrün, das Perikarp ist dünn und bei Fruchtreife getrocknet. Die Kapsel ist etwas aufspringend. Jede Kapsel enthält 12 bis 30 Samen, diese sind 5 bis 6 mm lang und haben einen Durchmesser von 2,5 bis 3 mm. Sie sind eiförmig bis länglich, gewinkelt und dunkel rot-braun gefärbt. Die Oberfläche ist fein netzartig gepunktet. Der Embryo ist etwa 5 mm lang, gerade, die Keimblätter sind 2 bis 3 mm lang und flach eiförmig.

### Chromosomenzahl
Die Chromosomenzahl beträgt 2n = 22.

## Vorkommen und Standorte
Brunfelsia pauciflora kommt hauptsächlich an den zum Atlantik weisenden Hängen des Serra do Mar im Südosten Brasiliens vor. Die Verbreitungsgebiete befinden sich im Bundesstaat Rio de Janeiro bis nach Santa Catarina, sie reichen von Meereshöhe bis in Höhenlagen von 1500 m. Meist sind es mata pluvial genannte Regenwälder mit einer jährlichen Niederschlagsmenge von bis zu 1600 mm. Man findet Pflanzen der Art an schattigen Flussufern und Schluchten, sowie in Wäldern in feuchten, gut entwässernden Böden. 